# Matt McGrath
Matthew John „Matt” McGrath (Tipperary megye, Nenagh, Írország, 1877. december 18. – New York, New York, 1941. január 29.) olimpiai aranyérmes és kétszeres olimpiai ezüstérmes amerikai kalapácsvető, kötélhúzó.
Az 1908. évi nyári olimpiai játékokon indult kötélhúzásban. Rajtuk kívül még három brit rendőrségi és egy svéd válogatott indult. A negyeddöntőben a brit liverpooli rendőrcsapattól kaptak ki és így véget ért számukra a küzdelem.
1908-ban indult még az ő fő atlétikai számában, kalapácsvetésben és ezüstérmes lett.
Az 1912. évi nyári olimpiai játékokon ismét indult atlétikában, kalapácsvetésben és ekkor aranyérmes lett olimpiai csúccsal, amit csak 1936-ban tudtak megdönteni (54,74 méter).
Az első világháború miatt nem volt 1916-os olimpia, így legközelebb csak az 1920. évi nyári olimpiai játékokon indult, atlétikában, kalapácsvetésben, de a címét nem tudta megvédeni, mert sérülten dobott a térde miatt és csak az 5. lett.
Utoljára az 1924. évi nyári olimpiai játékokon indult, atlétikában, kalapácsvetésben, és 46 évesen ezüstérmes lett.
Kétszer állított fel világcsúcsot. Többszörös bajnok hazájában és kőhajításban is kimagasló eredményeket ért el.